# Ajá

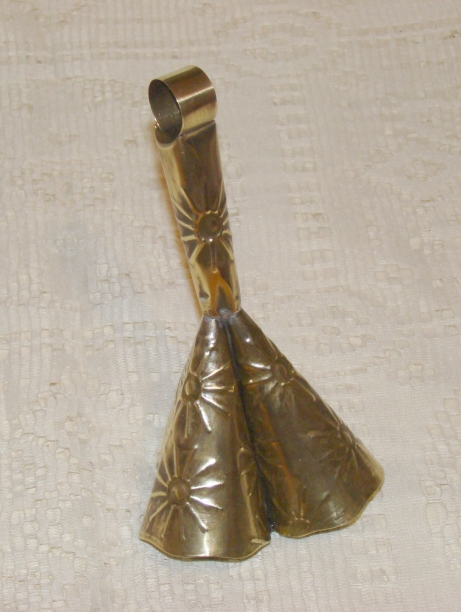
Ajá

Ajá (em iorubá: Ààjà) ou Ajarim (Adjarin) é uma sineta de metal, utilizada pelos sacerdotes do candomblé durante as festas públicas acompanhando o toque e nas oferendas, com a finalidade de chamar os Orixás, ou provocar o transe.
O objeto pode ser de uma, duas ou três sinetas, e o cabo é do mesmo material que pode ser de bronze, metal dourado ou prateado.